# گیوات برنر
گیوات برنر (به لاتین: Givat Brenner) یک منطقهٔ مسکونی در اسرائیل است که در شورای منطقه ای برنر واقع شده‌است.